# Museo archeologico nazionale dell'Umbria
Il Museo archeologico nazionale dell'Umbria - MANU è un museo archeologico con sede a Perugia in piazza Giordano Bruno.
Dal dicembre 2014 il Ministero per i beni e le attività culturali lo gestisce tramite il Polo museale dell'Umbria, nel dicembre 2019 divenuto Direzione regionale Musei Umbria.

## Storia

### I Musei Civici
Il primo nucleo della raccolta museale risale alla collezione del nobile perugino Francesco Filippo Friggeri, donata alla città nel 1790 ed esposta nel Palazzo dei Priori; nel secolo successivo, grazie all'attività dell'archeologo Giovan Battista Vermiglioli (1769-1848), le collezioni furono ulteriormente incrementate e si arricchirono di importanti materiali etruschi provenienti dalle necropoli perugine e dal territorio circostante. La raccolta museale iniziò a costituirsi in questo periodo a cura del Comune e dell'Università: i materiali dei Musei Civici furono esposti nel Convento di Montemorcino, allora sede dello Studium cittadino. I successori di Vermiglioli sulla cattedra di Archeologia e alla guida dei Musei Civici, Ariodante Fabretti (1846-1849), Giancarlo Conestabile (1850-1877), Giovan Battista Rossi Scotti (1877-1885), Luigi Carattoli (1885-1894), contribuirono alla crescita del museo con materiali degli scavi e con l'acquisizione di alcune collezioni private, tra cui quella di Mariano Guardabassi.

### Giuseppe Bellucci e Umberto Calzoni
Dopo un periodo di attività di una commissione istituita per l'ordinamento del Museo, la direzione fu affidata a Giuseppe Bellucci. Alla sua morte, nel 1921, la sua ricchissima collezione privata, costituita da materiale preistorico e protostorico proveniente da varie località dell'Italia centrale, fu acquistata col concorso dello Stato, della Provincia e del Comune di Perugia. Nel 1948 tutta la raccolta archeologica dei Musei Civici, conservata in varie sedi, fu trasferita e ordinata nel convento di San Domenico. Dal 1925 al 1958 la direzione del museo fu tenuta da Umberto Calzoni, che arricchì le collezioni del materiale preistorico e protostorico proveniente dalle sue ricerche in Umbria e soprattutto sulla montagna di Cetona, in Toscana. 

### Il Museo Archeologico Nazionale
Nel 1957 le collezioni archeologiche dei Musei Civici furono donate dal Comune allo Stato, che subentrò nella direzione del Museo dal 1960. A seguito delle ricerche e degli scavi compiuti negli anni recenti, soprattutto dopo l'istituzione, nel 1964, della Soprintendenza alle Antichità dell'Umbria (poi Soprintendenza per i Beni Archeologici dell'Umbria), sono entrati nel Museo molti reperti provenienti sia da ritrovamenti fortuiti sia, soprattutto, da scavi scientifici.
Attualmente, il patrimonio del Museo Archeologico Nazionale dell'Umbria si compone di una serie di nuclei collezionistici storici e dei reperti rinvenuti nel territorio regionale nel corso dell'attività di ricerca e tutela svolta dalla Soprintendenza per i Beni Archeologici dell'Umbria.

## Sede

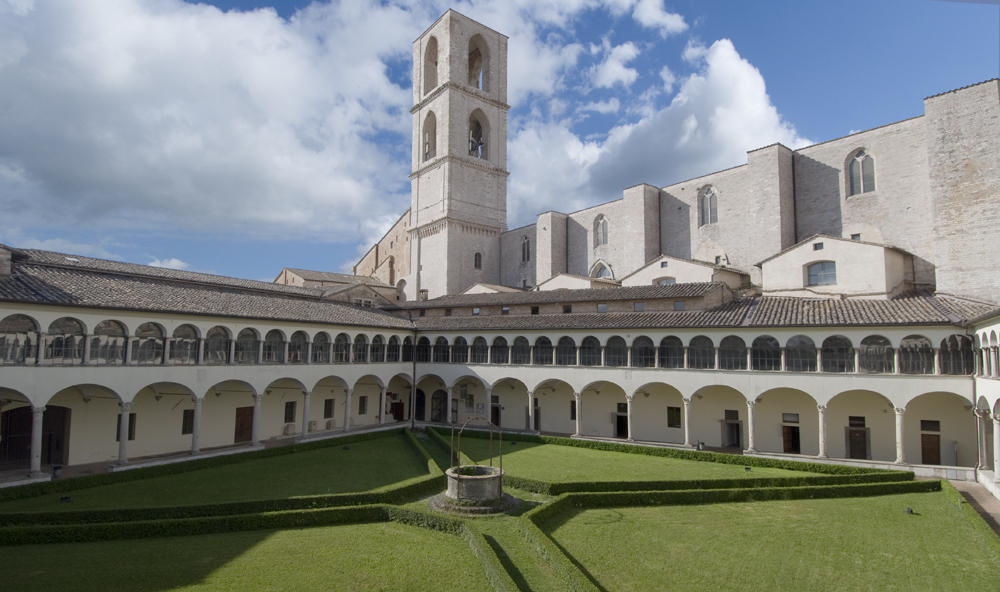
Il chiostro dell'ex convento

Il Museo Archeologico Nazionale dell'Umbria ha sede nei locali dell'antico convento di San Domenico. Il nucleo più antico del complesso è la chiesa di San Domenico vecchio, edificata nella seconda metà del XIII secolo al di fuori delle mura urbane, lungo la viabilità che usciva dalla città in direzione sud. Fin dal XIII secolo alla chiesa si affiancarono strutture conventuali, articolate intorno ad un piccolo chiostro.
Il convento fu ampliato tra XV e XVI secolo con l'aggiunta di nuovi corpi di fabbrica, unificati intorno al chiostro maggiore. 
La chiesa duecentesca fu rimpiazzata nel corso del XV secolo dalla grande basilica di San Domenico, tuttora esistente a fianco del complesso conventuale; la struttura di San Domenico Vecchio fu allora integrata nelle strutture del convento ed è tuttora parte del percorso museale (la facciata è visibile nell'angolo orientale del chiostro maggiore).

## Percorso espositivo
L'allestimento è stato completamente ripensato nel 2009, con un'impostazione cronologica (dalla preistoria all'età romana) affiancata da sale che ospitano nuclei di materiali esposti con criteri tematici (il lapidario, la sala del monetiere, la sala delle oreficerie, gli amuleti) o con l'obiettivo di ricostruire un contesto (la tomba Cutu, la tomba dei Cacni, i bronzi di Castel San Mariano). L'esposizione dei materiali è provvista di un ampio corredo informativo, con testi, immagini e disegni ricostruttivi che aiutano il visitatore a collocare gli oggetti nel loro contesto storico. Tutte le informazioni sul museo sono anche in formato digitale sul sito Archeotouch Archiviato il 23 gennaio 2019 in Internet Archive.,  disponibile in italiano, inglese, francese e tedesco e facilmente accessibile da dispositivi mobili (smartphones e tablets) anche tramite codici QR posti sulle vetrine.

### Il chiostro maggiore
Nel chiostro maggiore, in cui sono esposti materiali lapidei (urne cinerarie etrusche ed iscrizioni romane), si aprono cinque sezioni tematiche:
- la sala con la collezione di amuleti di Giuseppe Bellucci (portafortuna e oggetti con valore magico-religioso raccolti prevalentemente nelle campagne italiane alla fine del XIX secolo; è una collezione di interesse etnoantropologico, nel suo genere una delle maggiori in Europa)
- la sala con la collezione numismatica (monete dal III sec. a.C. al XIX secolo);
- la sala dedicata alle oreficerie e ai tesoretti monetali;
- la sala con i materiali bronzei etruschi provenienti da Castel San Mariano (si tratta di materiali etruschi di VI secolo a.C., tra cui i resti di tre carri)[6];
- la sala con i reperti della tomba dei Cacni, recuperati in seguito ad un sequestro nel 2013[7].

### La sezione pre-protostorica

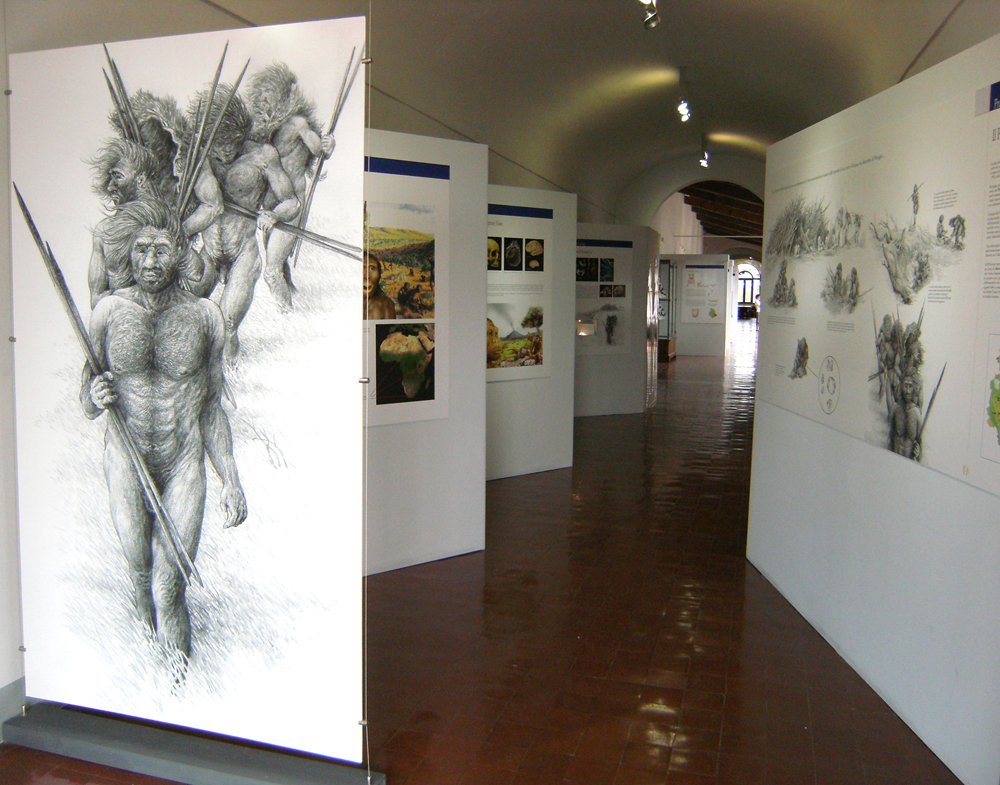
Ingresso della sezione preistorica del Museo Archeologico Nazionale dell'Umbria

La sezione pre-protostorica è suddivisa in 
- Paleolitico (materiali litici e un dente riconducibili all'uomo di Neanderthal; manufatti litici più tardi, riconducibili all'homo Sapiens);
- Neolitico (materiali litici e ceramici da abitati e da grotte del territorio umbro,come le Tane del Diavolo nel comune di Parrano[8]);
- Età del Bronzo (materiali ceramici, litici metallici da abitati, necropoli e grotte, tra cui i reperti degli scavi condotti negli anni Trenta nelle grotte di Cetona[3], che sono in parte esposti anche nella sezione relativa alle Collezioni storiche).

### Umbri ed Etruschi

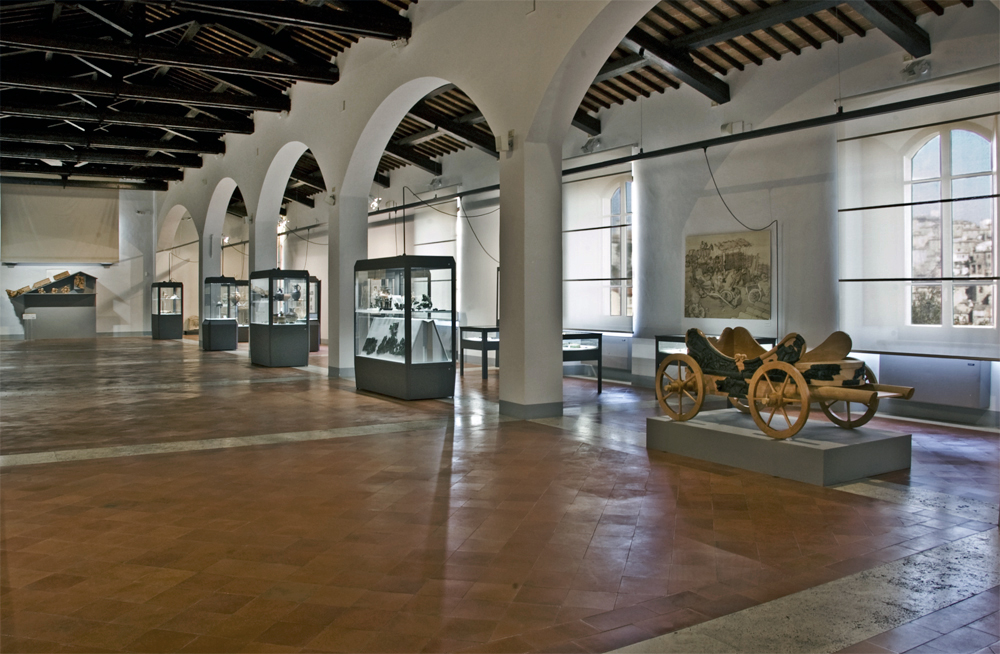
Sala "Umbri ed Etruschi" del Museo Archeologico Nazionale dell'Umbria (Perugia)

La sezione è dedicata ai due popoli che abitarono il territorio della Valle del Tevere oggi Regione Umbria, nei primi secoli dell'età storica, gli Umbri alla sinistra del Tevere, gli Etruschi a destra. L'allestimento della sala vuole richiamare l'assetto territoriale antico: i materiali etruschi sono esposti a destra del corridoio centrale, quelli umbri a sinistra; si può seguire in parallelo l'evoluzione della cultura materiale dei due popoli tra IX e III sec. a.C.. Qui è esposto il Cippo di Perugia, importante documento della lingua etrusca.

### Perugia

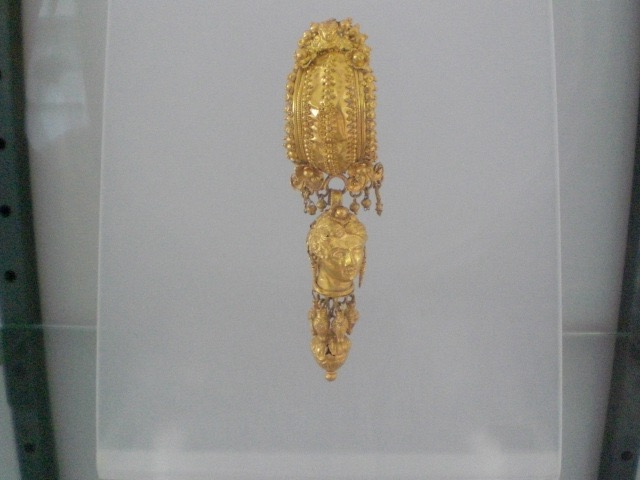
Orecchino in oro di Peugia nel museo. Il suo gemello si trova al British Museum.

La storia della città di Perugia è narrata tramite l'esposizione di materiali rinvenuti nelle necropoli e in area urbana.
Nel settore dedicato alle necropoli si segnalano il sarcofago dello Sperandio (VI sec. a.C.), alcuni corredi funerari che comprendono armi e ceramica attica a figure rosse ed un corredo femminile dalla necropoli di Santa Caterina, di cui fanno parte uno specchio con la rappresentazione di Elena e dei Tindaridi e un orecchino d'oro.
Nel settore dedicato all'area urbana è documentata l'evoluzione dell'abitato dalle origini (VIII sec. a.C.) all'età tardoantica: le prime fasi di occupazione nella prima età del Ferro, le prime testimonianze scritte (serie alfabetica su fondo di vasetto in bucchero, VI sec. a.C.), la strutturazione urbana nel III sec. a.C. (mura e sostruzioni, materiali e terrecotte architettoniche dagli importanti scavi recentemente condotti sotto la Cattedrale), la guerra di Perugia (proiettili in piombo riferibili all'assedio della città da parte di Ottaviano), impianti produttivi di età imperiale (una fullonica rinvenuta al di sotto della chiesa di San Bevignate a Perugia), un mosaico tardoantico.
In una sala adiacente è esposto il cippo di Perugia, una delle più lunghe iscrizioni etrusche note.

### L'Umbria romana
In questa sezione, attualmente in fase di riordino, si descrive l'età romana nel territorio umbro: la viabilità, le più antiche iscrizioni latine, i principali monumenti, le testimonianze del culto, i materiali rinvenuti nell'officina di produzione ceramica scoperta nella località di Scoppieto, lungo il corso del Tevere.

### I municipi dell'Umbria
Questa sezione, situata nel nucleo più antico del convento (i piccoli ambienti ospitavano le cellette dei monaci), descrive le principali città dell'Umbria romana, con una sintesi topografica illustrata tramite pannelli e una scelta dei materiali più significativi, tra cui un raro frammento di iscrizione su lamina bronzea che dispone onori funebri per Germanico.

### Le collezioni del Museo
Questa sezione ospita alcuni reperti dei principali nuclei collezionistici storici che hanno costituito la raccolta museale: la collezione Guardabassi (solamente i sigilli), la collezione Bellucci (materiali preistorici e protostorici), i materiali rinvenuti da Umberto Calzoni nelle grotte di Cetona. In una sala è inoltre ricostruito lo studio di un archeologo della fine dell'Ottocento, con arredi originali e reperti litici e faunistici, tra cui uno scheletro di orso di 40.000 anni fa.

### La tomba Cutu

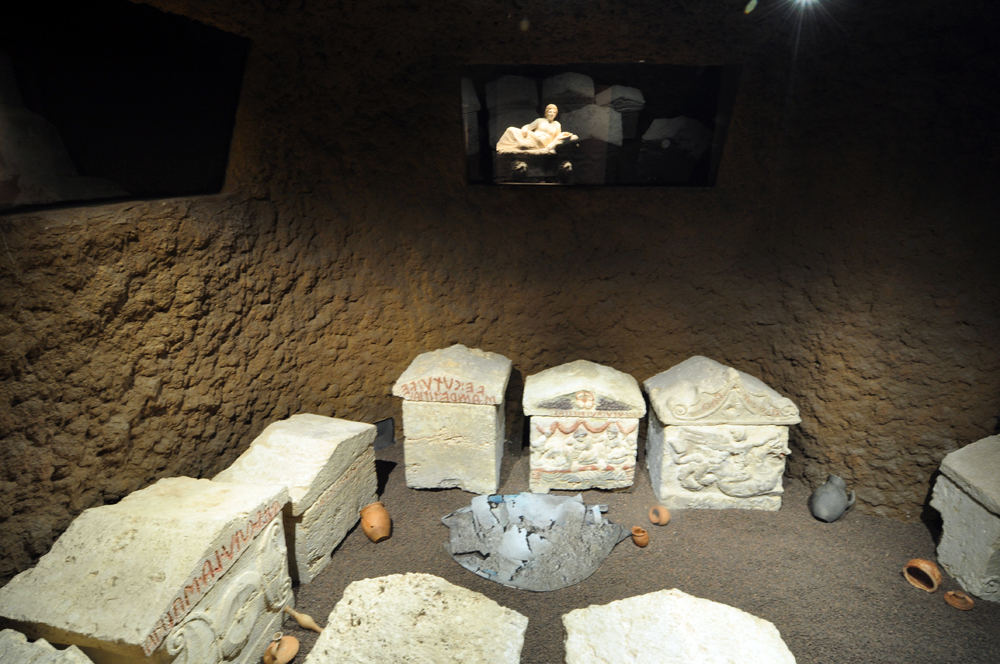
Ricostruzione della tomba Cutu (III-I sec. a.C.) con materiali originali nel Museo Archeologico Nazionale dell'Umbria (Perugia)

Dal chiostro al piano terra è accessibile un ambiente sotterraneo che accoglie la ricostruzione della tomba Cutu, una tomba ipogea rinvenuta nel 1983 poco fuori dalle mura etrusche di Perugia, nell'attuale quartiere di Monteluce. Le urne cinerarie e i materiali di corredo sono stati esposti in un ambiente identico, per forma e dimensioni, al sepolcro originario. La tomba ospita un sarcofago e 52 urne cinerarie, appartenuti agli uomini della famiglia Cai Cutu; il capostipite è sepolto nel sarcofago collocato in fondo all'ambiente in asse con l'ingresso, ai lati le urne di Arnth e Larth Cai Cutu e poi tutti i discendenti. L'utilizzo della tomba si data tra III e I sec. a.C.